# Lobelia serpens
Lobelia serpens är en klockväxtart som beskrevs av Jean-Baptiste de Lamarck. Lobelia serpens ingår i släktet lobelior, och familjen klockväxter. Inga underarter finns listade i Catalogue of Life.